# Inundação urbana

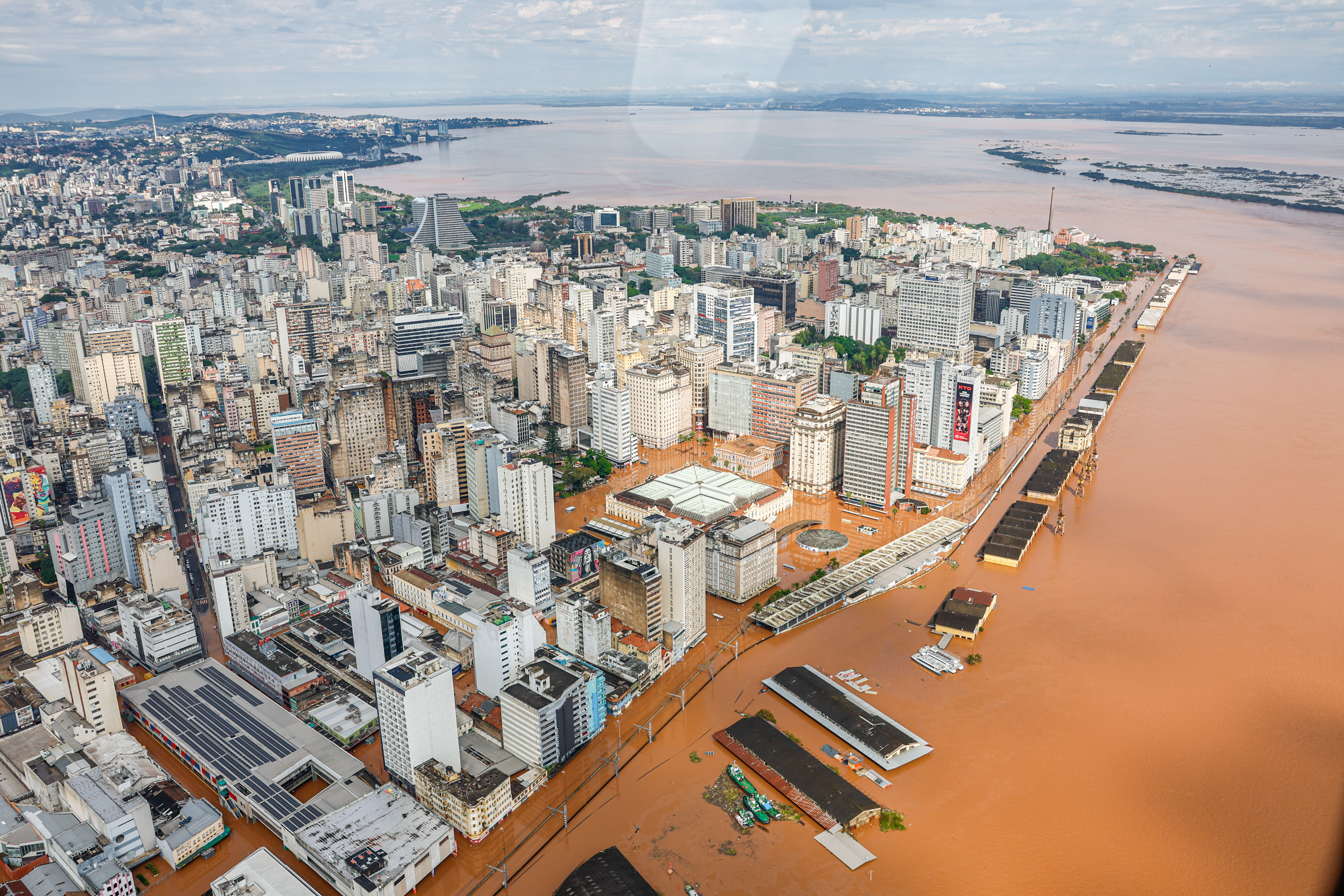
Inundação da Lagoa dos Patos em Porto Alegre, no Brasil, em maio de 2024

Inundação urbana é a inundação de terras ou propriedades em cidades, ou outros ambientes construídos, causada por chuvas ou tempestades costeiras que sobrecarregam a capacidade dos sistemas de drenagem, como esgotos pluviais. As inundações urbanas podem ocorrer independentemente de as comunidades afetadas estarem ou não localizadas em planícies aluviais designadas ou próximas a qualquer corpo d'água. Elas são desencadeadas, por exemplo, por um transbordamento de rios e lagos, inundações repentinas ou derretimento de neve [en]. Durante a inundação, as águas pluviais ou a água liberada de tubulações de água danificadas podem se acumular nas propriedades e nos direitos de passagem públicos. Ela pode se infiltrar pelas paredes e pisos dos edifícios ou entrar nos edifícios por meio de canos de esgoto, porões, banheiros e pias.
Há vários tipos de inundações urbanas, cada uma com uma causa diferente. Os planejadores urbanos distinguem as inundações pluviais (inundações causadas por chuvas fortes), inundações fluviais (causadas pelo transbordamento das margens de um rio próximo) ou inundações costeiras [en] (geralmente causadas por tempestades). As inundações urbanas são um risco tanto para a população quanto para a infraestrutura. Alguns eventos de desastres bem conhecidos incluem as inundações de Nîmes (França) em 1998 e Vaison-la-Romaine (França) em 1992, a inundação de Nova Orleans (Estados Unidos) em 2005 e as inundações em Rockhampton [en], Bundaberg, Brisbane durante as inundações de Queensland em 2010-2011 na Austrália, as inundações do leste da Austrália em 2022 e, mais recentemente, as inundações do Rio Grande do Sul em 2024 no Brasil.
Em áreas urbanas, os efeitos das enchentes podem ser agravados pelas ruas e estradas pavimentadas existentes, que aumentam a velocidade do fluxo de água. superfícies impermeáveis [en] impedem que a chuva se infiltre no solo, causando, assim, um escoamento superficial maior, que pode ser superior à capacidade de drenagem local. Os efeitos da mudança climática no ciclo da água também podem alterar a gravidade e a frequência das inundações urbanas. Isso se aplica especialmente às cidades costeiras, que podem ser afetadas pelo aumento do nível do mar e pela maior intensidade das chuvas.:925
Para reduzir as inundações urbanas, os planejadores urbanos podem usar, por exemplo, as seguintes abordagens: construção de infraestrutura cinza, uso de infraestrutura verde [en], melhoria dos sistemas de drenagem e compreensão e alteração do uso do solo. Em termos gerais, o gerenciamento integrado da água urbana [en] pode ajudar a reduzir as inundações urbanas.

## Causas

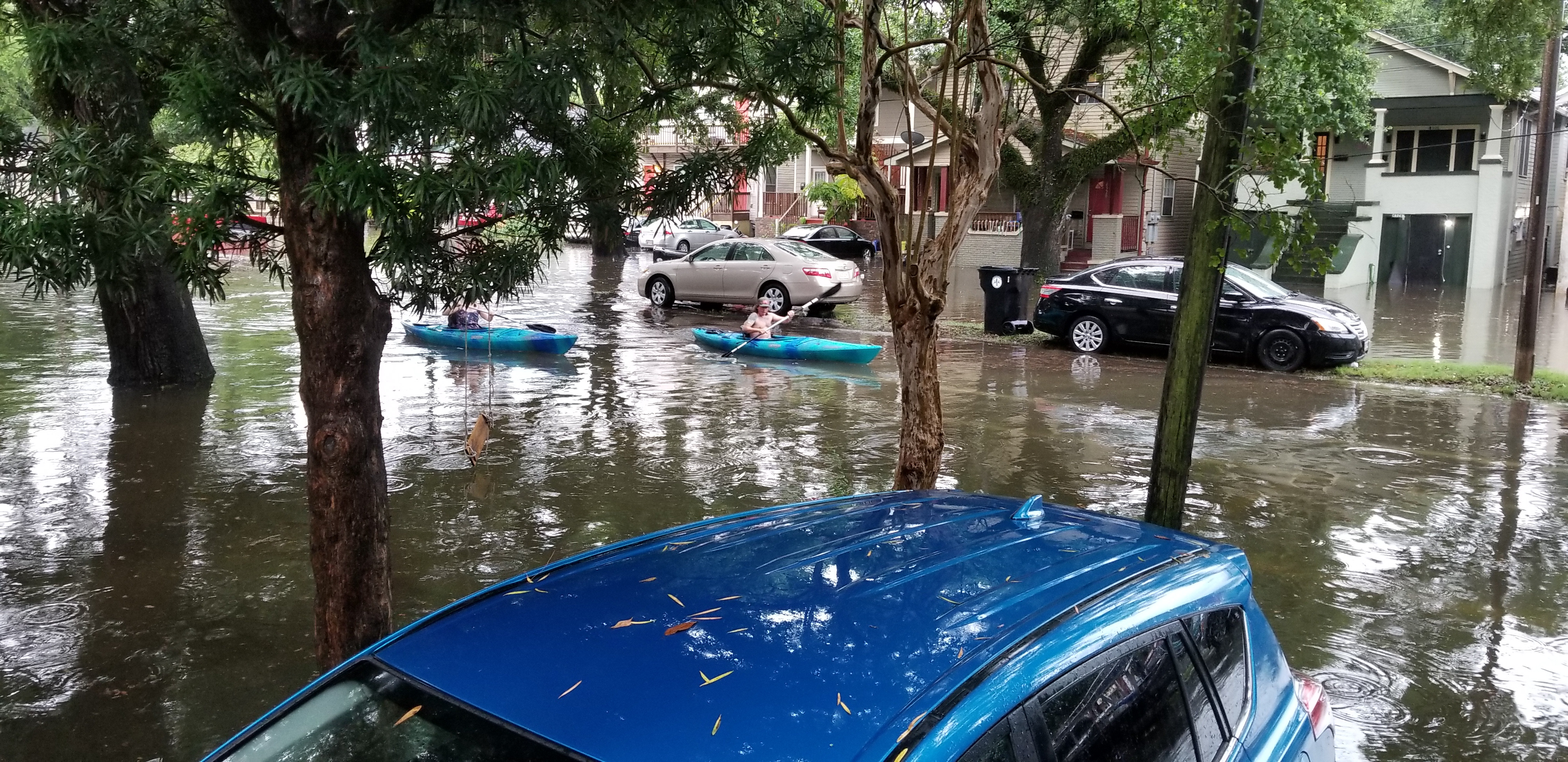
Pessoas andando de caiaque em uma rua no centro da cidade de Nova Orleans após as enchentes de 2019

Há vários tipos de inundações urbanas, cada uma com uma causa diferente:
- Pluvial (inundação causada por chuva forte);
- Fluvial (causada por um rio próximo que transborda de suas margens) e;
- Inundações costeiras (geralmente causadas por tempestades).

Diferentes tipos de inundações urbanas geram diferentes impactos e exigem diferentes estratégias de mitigação.
Qualquer atividade que aumente as áreas de superfície impermeável em uma cidade pode aumentar o risco de inundação. As áreas de superfície impermeável são geradas pela impermeabilização do solo, pois isso reduz as opções de drenagem das águas das enchentes.:925 À medida que o ritmo da urbanização se acelera em todo o mundo, as enchentes urbanas têm o potencial de afetar mais pessoas.:925
Alguns pesquisadores mencionaram o efeito de armazenamento em áreas urbanas com corredores de transporte criados por corte e aterro [en]. Os aterros com bueiros são convertíveis em represas se os bueiros forem bloqueados por detritos, e o fluxo pode ser desviado ao longo das ruas. Diversos estudos analisaram os padrões de fluxo e a redistribuição nas ruas durante eventos de tempestade e as implicações na modelagem de inundações.

### Ligações com as mudanças climáticas
Espera-se que muitas das causas comuns de inundações urbanas, incluindo tempestades, precipitação intensa e transbordamento de rios, aumentem em frequência e gravidade à medida que as mudanças climáticas se intensificam e causam aumentos nos níveis dos oceanos e dos rios. Em particular, espera-se que os padrões erráticos de chuva aumentem a frequência e a gravidade das inundações pluviais (já que quantidades excessivas de chuva em áreas urbanas não podem ser adequadamente absorvidas pelos sistemas de drenagem existentes e pelas áreas permeáveis) e das inundações fluviais (já que o excesso de chuva em um rio pode causar inundações e transbordamentos, seja no local onde ocorrem ou a jusante, ao longo do caminho do rio). A gravidade dos eventos extremos de tempestade, incluindo furacões e outros tipos de ciclones tropicais, também deverá aumentar. Além disso, devido à distribuição geográfica das áreas urbanas em desenvolvimento, a área de terra potencialmente exposta a inundações relacionadas às mudanças climáticas deverá aumentar significativamente.
As cidades costeiras podem ser particularmente afetadas pelo aumento do nível do mar e pela maior intensidade das chuvas.:925
Devido ao aumento dos eventos de chuvas fortes, é provável que as inundações se tornem mais graves quando ocorrerem.:1155 As interações entre chuvas e enchentes são complexas. Há algumas regiões em que se espera que as inundações se tornem mais raras. Isso depende de vários fatores. Isso inclui mudanças na chuva e no derretimento da neve, mas também na umidade do solo.:1156 A mudança climática deixa os solos mais secos em algumas áreas, de modo que eles podem absorver a chuva mais rapidamente, levando a menos inundações. Os solos secos também podem se tornar mais duros. Nesse caso, as chuvas fortes escoam para rios e lagos. Isso aumenta os riscos de enchentes.:1155

## Impactos

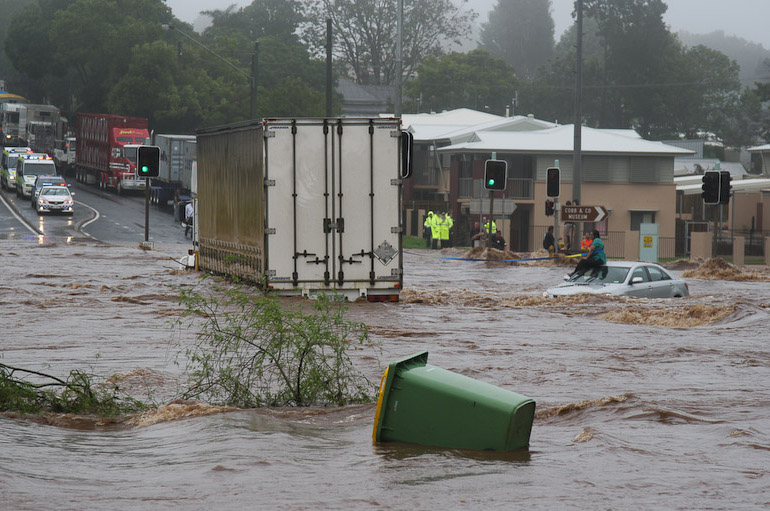
Mulher presa no teto de um carro durante uma inundação repentina em Toowoomba, Queensland, Austrália

Alguns dos impactos mais óbvios das inundações urbanas são os que afetam a vida humana e os danos à propriedade. Em 2020, estima-se que as inundações causaram 6.000 mortes e US$ 51,3 bilhões em danos em todo o mundo. Os moradores de regiões de baixa altitude correm geralmente o risco de inundação, prejuízos financeiros e até mesmo a perda de vidas.
As inundações urbanas também afetam serviços públicos essenciais, incluindo sistemas de transporte público. O congestionamento do tráfego pode ser agravado por eventos de inundação urbana.

### Impactos econômicos

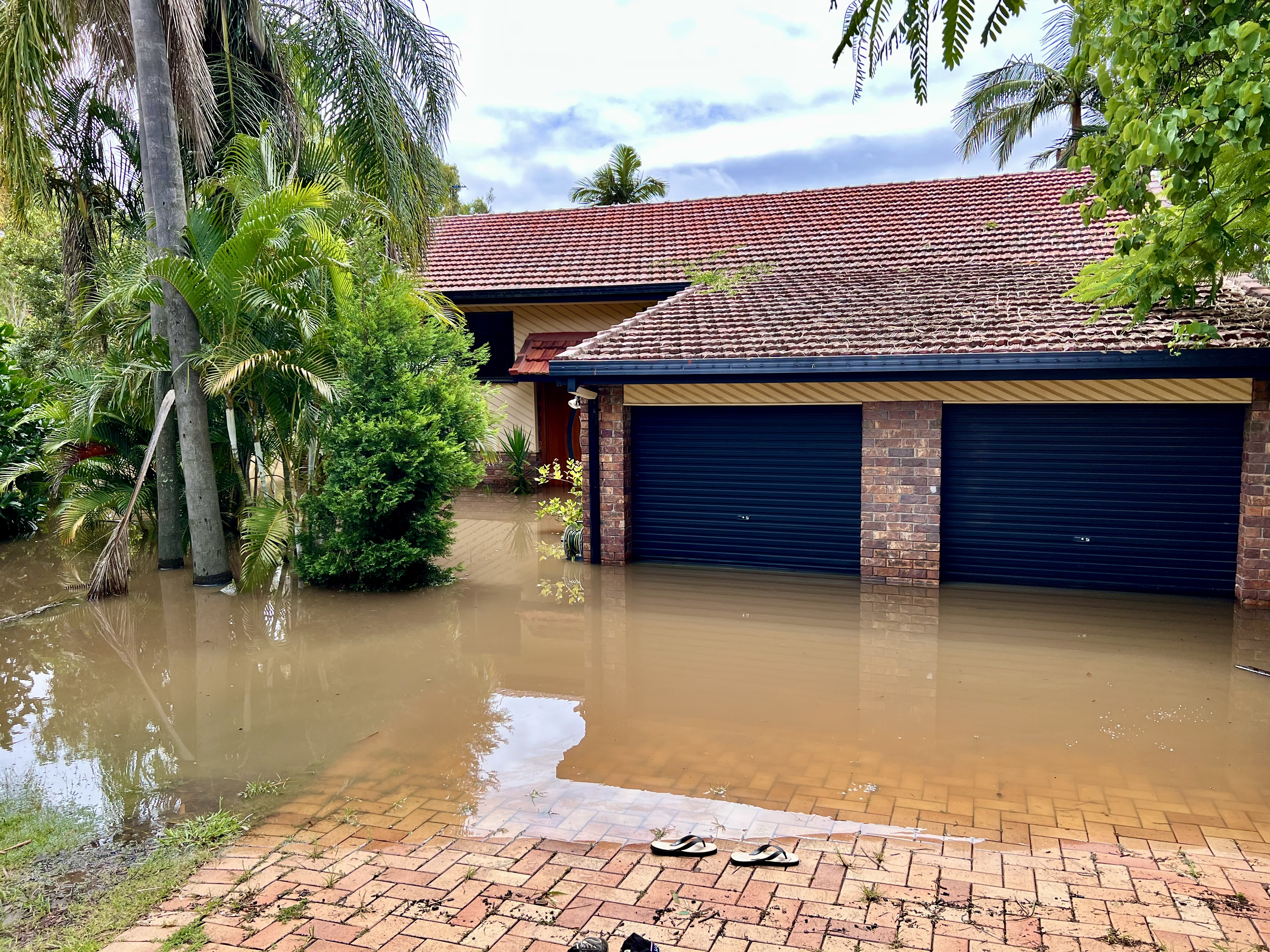
Casas em Corinda inundadas durante as enchentes de 2022 no leste da Austrália

O IPCC resumiu a pesquisa atual sobre os impactos econômicos da seguinte forma (a partir de 2022): “os riscos econômicos associados a futuras inundações de águas superficiais em cidades são consideráveis".:925 Isso é explicado como parte da interação dinâmica dos sistemas urbanos com o clima.:922
As inundações urbanas têm implicações econômicas significativas. Nos EUA, especialistas do setor estimam que porões úmidos podem reduzir os valores das propriedades em 10% a 25% e são citados entre os principais motivos para não comprar uma casa. Segundo a Agência Federal de Gestão de Emergências (FEMA), quase 40% das pequenas empresas nunca reabrem suas portas após um desastre de inundação. No Reino Unido, estima-se que as inundações urbanas custem £ 270 milhões por ano na Inglaterra e no País de Gales; 80.000 casas estão em risco.
Um estudo do Condado de Cook, Illinois, identificou 177.000 reclamações de seguro de danos à propriedade feitas em 96% dos CEPs do condado em um período de cinco anos, de 2007 a 2011. Isso equivale a uma em cada seis propriedades do condado que fizeram uma reclamação. A média de pagamentos por sinistro foi de US$ 3.733 em todos os tipos de sinistros, com o total de sinistros chegando a US$ 660 milhões nos cinco anos examinados.
As inundações urbanas também podem criar problemas de longo alcance na cadeia de suprimentos, que podem gerar interrupções significativas na disponibilidade de bens e serviços, bem como perdas financeiras para as empresas.
Entre 1961 e 2020, foram registrados cerca de 10.000 casos, com 1,3 milhão de mortes e um mínimo de US$ 3,3 trilhões em perdas financeiras, com uma taxa de perda equivalente a quase US$ 1.800 por segundo. Em média, o total de mortes registradas em todo o mundo foi de cerca de 23.000/ano nas últimas 6 décadas, em uma taxa equivalente a uma morte a cada 24 minutos.

## Modelagem

### Modelos localizados
A modelagem de enchentes é frequentemente conduzida de forma muito localizada, com modelos hidrológicos criados para municípios individuais e incorporando detalhes sobre edifícios, infraestrutura, vegetação, uso da terra e sistemas de drenagem. Essa modelagem localizada pode ser muito útil, especialmente quando combinada com dados históricos, para prever quais locais específicos (por exemplo, ruas ou cruzamentos) serão os mais afetados durante um evento de enchente e pode ser útil para projetar sistemas de mitigação eficazes específicos para as necessidades locais.
Os fluxos de inundação em ambientes urbanos foram investigados há relativamente pouco tempo, apesar de muitos séculos de eventos de inundação. Alguns pesquisadores mencionaram o efeito de armazenamento em áreas urbanas. Vários estudos analisaram os padrões de fluxo e a redistribuição nas ruas durante eventos de tempestades e as implicações em termos de modelagem de inundações. Algumas pesquisas recentes consideraram os critérios para a evacuação segura de pessoas em áreas inundadas. Mas algumas medições de campo recentes durante as inundações de Queensland em 2010-2011 mostraram que qualquer critério baseado apenas na velocidade do fluxo, na profundidade da água ou no momento específico não pode levar em conta os riscos causados pelas flutuações de velocidade e profundidade da água. Essas considerações ignoram ainda mais os riscos associados a grandes detritos arrastados pelo movimento do fluxo.
O modelo de número de curva (CN) de precipitação-escoamento é amplamente adotado. No entanto, foi relatado que ele falhou repetidamente na previsão consistente dos resultados do escoamento superficial em todo o mundo. Ao contrário do conceito de condição de umidade antecedente existente, um dos estudos recentes preservou a estrutura básica de previsão de escoamento superficial do número da curva parcimoniosa para calibração do modelo de acordo com diferentes condições de saturação da bacia hidrográfica sob orientação de estatísticas inferenciais. O estudo também mostrou que o modelo preditivo de escoamento superficial CN existente não era estatisticamente significativo sem recalibração. O modelo preditivo de escoamento superficial CN pode ser calibrado de acordo com o conjunto de dados regionais de precipitação e escoamento para a previsão de inundações urbanas repentinas.

### Modelagem dos impactos das mudanças climáticas
A modelagem dos impactos das mudanças climáticas, por outro lado, geralmente é feita de uma perspectiva global “de cima para baixo”. Embora esses modelos possam ser úteis para prever os efeitos mundiais do aquecimento global e para aumentar a conscientização sobre os impactos em larga escala, sua resolução espacial geralmente é limitada a 25 km ou mais, o que os torna menos úteis para os planejadores locais mitigarem os efeitos da mudança climática em uma escala de rua por rua.
Alguns defendem a integração da modelagem hidrológica localizada com a modelagem climática em larga escala, alegando que essa integração permite que os benefícios de ambas as formas de modelagem sejam realizados simultaneamente e cria o potencial de modelagem de inundações devido à mudança climática de uma forma que permita aos planejadores projetar estratégias específicas para mitigá-las em nível local.
Os cientistas investigaram cenários de mudanças climáticas e seus impactos sobre as inundações urbanas e descobriram que: “Por exemplo, no Reino Unido, os danos anuais esperados das águas superficiais podem aumentar em £60-200 milhões para cenários projetados de aquecimento de 2-4°C; ações de adaptação aprimoradas poderiam gerenciar as inundações até um cenário de 2°C, mas serão insuficientes além disso".:926

## Mitigação e gerenciamento
Os fluxos de inundação em ambientes urbanos foram estudados há relativamente pouco tempo, apesar de muitos séculos de eventos de inundação. Algumas pesquisas recentes consideraram os critérios para a evacuação segura de pessoas em áreas inundadas.

### Construção de infraestrutura cinza
Uma estratégia tradicional de gerenciamento de inundações urbanas é a construção de infraestrutura cinza, que é um conjunto de tipos de infraestrutura (incluindo barragens e paredões) tradicionalmente construídos com concreto ou outros materiais impermeáveis e projetados para impedir o fluxo de água. Embora a infraestrutura cinza possa ser eficaz na prevenção de danos relacionados a enchentes e possa ser economicamente valiosa, alguns modelos sugerem que a infraestrutura cinza pode se tornar menos eficaz na prevenção de impactos relacionados a enchentes em áreas urbanas no futuro, à medida que a mudança climática fizer com que a intensidade e a frequência das enchentes aumentem.

### Uso da infraestrutura verde

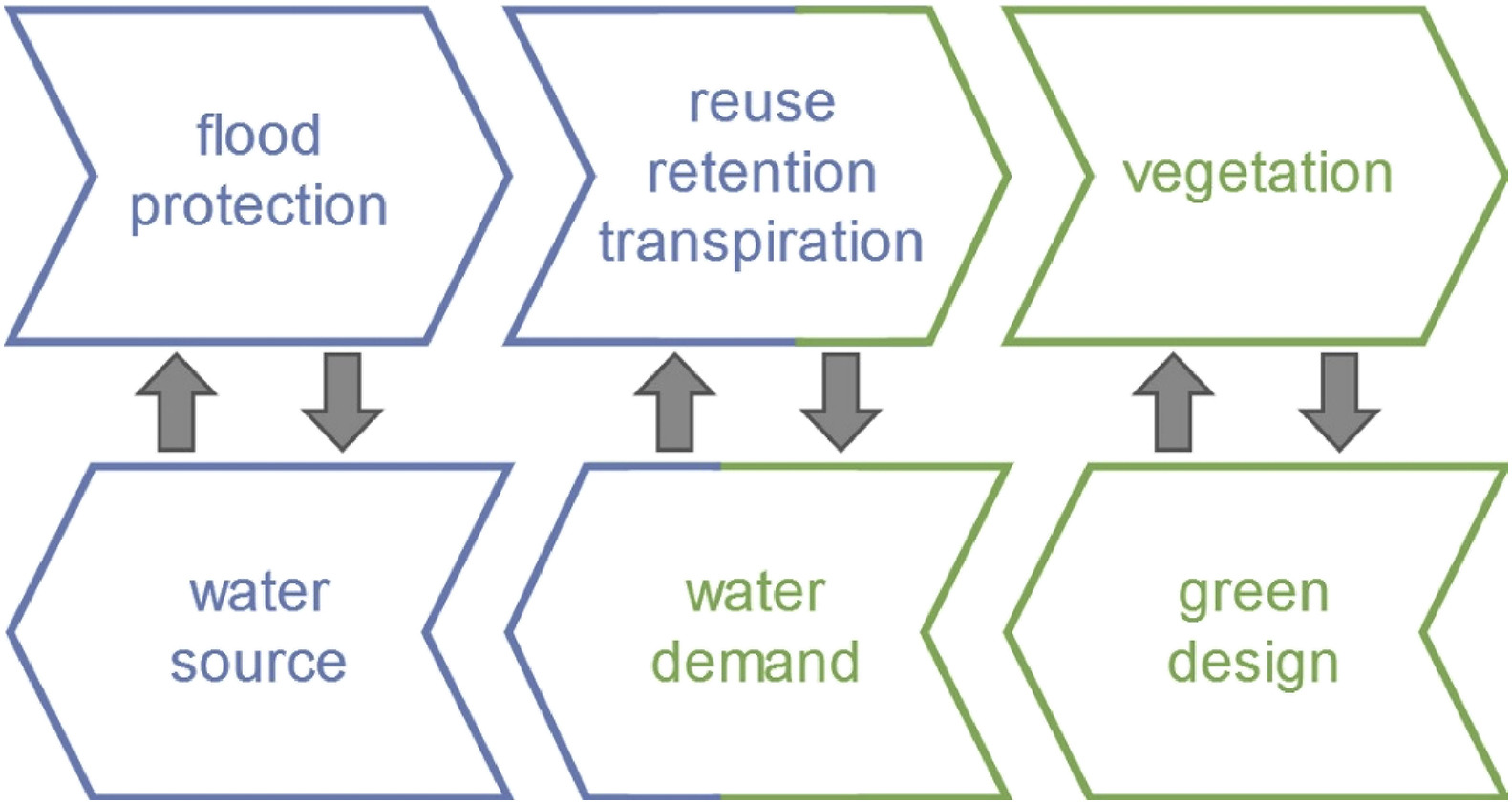
Um esquema mostrando como a infraestrutura verde e a gestão da água podem ser integradas

Uma alternativa à infraestrutura cinza é a infraestrutura verde [en], que se refere a um conjunto de estratégias para absorver e armazenar águas pluviais no local onde elas caem ou próximo a ele. A infraestrutura verde inclui muitos tipos de vegetação, grandes áreas abertas com superfícies permeáveis e até mesmo dispositivos de coleta de água da chuva. A infraestrutura verde pode ser uma maneira eficaz e econômica de reduzir a extensão das inundações urbanas.

### Melhoria dos sistemas de drenagem
Uma das formas de mitigar as inundações urbanas é por meio de sistemas de drenagem urbana, que transportam as águas pluviais para longe das ruas e empresas e para áreas de armazenamento e drenagem adequadas. Embora os sistemas de drenagem urbana ajudem os municípios a gerenciar as inundações e possam ser ampliados à medida que a população e a extensão urbana aumentam, esses sistemas podem não ser suficientes para mitigar futuras inundações adicionais devido à mudança climática.

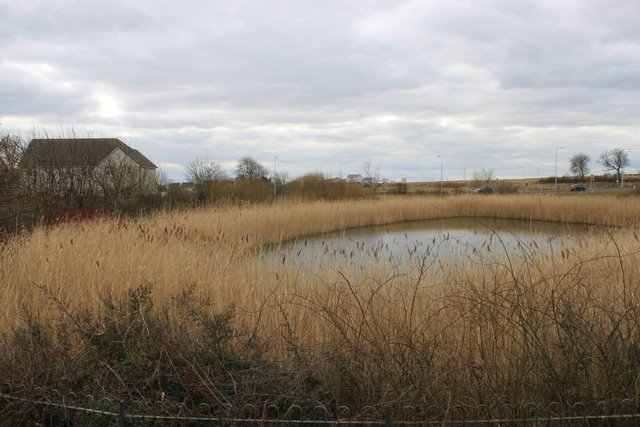
As lagoas de retenção, como esta em Dunfermline, Escócia, são consideradas componentes de um sistema de drenagem sustentável.

Os sistemas de drenagem sustentável (também conhecidos como SuDS, SUDS, ou sistemas de drenagem urbana sustentável) são um conjunto de práticas de gestão da água que visam alinhar os sistemas de drenagem modernos com os processos naturais da água e fazem parte de uma estratégia mais ampla de infraestrutura verde. Os esforços dos SuDS tornam os sistemas de drenagem urbana mais compatíveis com os componentes do ciclo natural da água, como transbordamentos de tempestades, percolação do solo e biofiltração. Esses esforços esperam mitigar o efeito que o desenvolvimento humano teve ou pode ter sobre o ciclo natural da água, especialmente o escoamento superficial e as tendências de poluição da água.
Os SuDS se tornaram populares nas últimas décadas à medida que aumentou a compreensão de como o desenvolvimento urbano afeta os ambientes naturais, bem como a preocupação com as mudanças climáticas e a sustentabilidade. Os SuDS geralmente usam componentes construídos que imitam características naturais para integrar os sistemas de drenagem urbana aos sistemas de drenagem natural de um local da forma mais eficiente e rápida possível. A infraestrutura de SUDS tornou-se uma grande parte do projeto de demonstração Blue-Green Cities em Newcastle upon Tyne.

### Compreensão e alteração do uso da terra
Como a proporção de superfícies permeáveis e impermeáveis em uma área é importante para a gestão de enchentes, compreender e alterar o uso da terra e a proporção de terra alocada para diferentes finalidades/tipos de uso é importante no planejamento da gestão de enchentes. Em particular, aumentar a porcentagem de terra dedicada a espaços abertos e com vegetação pode ser útil para fornecer uma área de absorção e armazenamento para o escoamento de tempestades. Essas áreas podem ser integradas com comodidades urbanas existentes, como parques e campos de golfe. Aumentar a fração da superfície permeável de uma área urbana (por exemplo, plantando paredes/telhados verdes ou usando materiais de construção permeáveis alternativos) também pode ajudar a reduzir o risco de eventos de inundação ligados ao clima.

### Gerenciamento integrado de águas urbanas

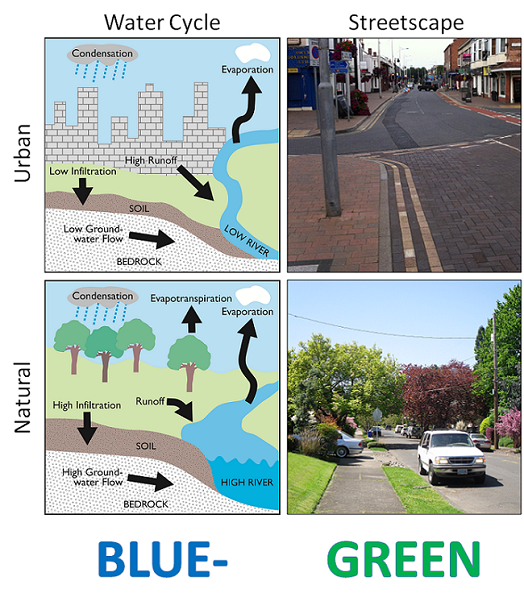
Comparação do ciclo natural e urbano da água e das paisagens urbanas em cidades convencionais e cidades verde-azuis

O gerenciamento integrado de águas urbanas (IUWM) é a prática de gerenciar água doce, águas residuais e águas pluviais como componentes de um plano de gerenciamento de toda a bacia. Ela se baseia nas considerações existentes sobre abastecimento de água e saneamento em um assentamento urbano, incorporando a gestão de águas urbanas no escopo de toda a bacia hidrográfica. O IUWM é comumente visto como uma estratégia para atingir as metas do Desenho Urbano Sensível a Água [en]. O IUWM busca mudar o impacto do desenvolvimento urbano no ciclo natural da água, com base na premissa de que, ao gerenciar o ciclo urbano da água como um todo, é possível obter um uso mais eficiente dos recursos, proporcionando não apenas benefícios econômicos, mas também melhores resultados sociais e ambientais. Uma abordagem é estabelecer um ciclo de água urbano interno por meio da implementação de estratégias de reutilização. O desenvolvimento desse ciclo urbano da água requer uma compreensão do balanço hídrico natural, pré-desenvolvimento, e do balanço hídrico pós-desenvolvimento. A contabilização dos fluxos nos sistemas pré e pós-desenvolvimento é uma etapa importante para limitar os impactos urbanos no ciclo natural da água.

## Exemplos

### Por país ou região
- África: Inundações em Moçambique em 2000, inundações no Sudão em 2020, inundações de 2022 em KwaZulu-Natal, enchentes na Nigéria em 2022;
- Austrália: Enchentes na Austrália em 2010–2011, inundações em Nova Gales do Sul em 2022;
- Brasil: Inundações no Brasil, enchentes no Rio Grande do Sul em 2024, enchentes e deslizamentos no Nordeste do Brasil em 2022;
- Estados Unidos: Inundação de Johnstown, grande inundação de 1913, tempestade tropical Allison (2001), tempestade tropical Lee (2011);
- Países Baixos: Dilúvio de Santa Lúcia, dilúvio de Todos os Santos, inundações do Mar do Norte em 1953;
- Portugal: Aluvião na ilha da Madeira em 1803, cheias de 1967 na região de Lisboa, aluvião na ilha da Madeira em 2010.

### Estados Unidos
Uma das áreas urbanas de risco mais conhecidas nos Estados Unidos é Nova Orleans. Devido à sua localização costeira e baixa elevação, a cidade é propensa a inundações causadas por tempestades tropicais, incluindo ciclones e furacões, e é particularmente vulnerável a mudanças no nível do mar ou na frequência das tempestades. Em 2005, o furacão Katrina causou mais de 1.800 mortes e US$ 170 bilhões em danos. Após o Katrina, foram construídas proteções adicionais contra inundações, tendo em mente as mudanças climáticas; essas proteções se mostraram eficazes na redução dos danos causados por eventos climáticos extremos subsequentes, como o furacão Ida.
Durante o verão de 2021, os furacões Henri e Ida causaram inundações significativas em muitas cidades ao longo da costa leste dos Estados Unidos. Em particular, a cidade de Nova Iorque registrou níveis recordes de precipitação, o que levou muitos a questionar se a cidade deveria implementar medidas adicionais de proteção contra inundações em antecipação a possíveis eventos futuros de inundação. Em setembro de 2021, o gabinete do prefeito da cidade de Nova York lançou um novo plano de preparação para chuvas.